# Хенри Шести, Втора част (пиеса)
Хенри VI. Втора част е историческа пиеса от Уилям Шекспир, за която се смята, че е написана през 1590 г. Докато Хенри Шести, Част 1 се отнася основно за това как Англия губи френските си територии и за всички политически машинации, довели до „Войната на розите“, а Хенри Шести, Част 3 поставя въпроса за ужаса от тези конфликти, Хенри Шести, Част 2 разглежда неспособността на краля да потуши препирните между неговите приближени благородници, смъртта на неговия доверен съветник Хъмпфри, херцогът на Глостър, възходът на херцогът на Йорк и неизбежността от въоръжен конфликт. И точно затова, кулминацията на пиесата настъпва с момента за откриването на войната, първата битка на Сейнт Олбанс.
Въпреки че трилогията Хенри Шести може да не е написана в хронологичен ред, трите пиеси често биват групирани с Ричард Трети, за да формират тетралогията, която обхваща цялата сага на „Войната на розите“, от смъртта на Хенри V през 1422 г. до възхода на управлението на Хенри VII през 1485 г. Успехът на тази поредица от пиеси категорично затвърждава репутацията на Шекспир като драматург.
Хенри Шести, Част 2 има най-многобройния набор от персонажи и разпределени роли от всички Шекспирови пиеси и се счита от много критици за най-добрата пиеса от трилогията Хенри Шести.

## Действащи лица
- Крал Хенри Шести
- Херцог Глостър – Хъмфри – чичо на краля и лорд-настойник
- Кардиналът – Хенри Бофорт – епископ Уинчестърски, прачичо на краля
- Херцог Йорк – Ричард Плантадженет
- Едуард, Ричард – негови синове
- Херцог Съмърсет – Едмънд, херцог Бъкингам – Хъмфри, Маркиз – после хелцог – Съфък – Уилям де ла Пул, Лорд Клифорд, Клифорд Младши – негов син – привърженици на краля
- Граф Солсбъри, Граф Уоруик – привърженици на Йорк
- Лорд Скейлз – комендант на Тауър
- Лорд Сей
- Сър Хъмфри Стафорд
- Сър Уилям Стафорд – негов брат
- Сър Джон Станли
- Сър Матю Гоф
- Вокус
- Капитан на кораб
- Шкипер
- Помощник-шкипер
- Уолтър Брегмор
- Двама пътници – пленени заедно със Съфък
- Джон Хъм, Джон Саутуел – Свещеници
- Роджер Болинбрук – заклинател
- Томас Хорнър
- Питър Туп – негов помощник
- Чатамски писар
- Кмет на Сент Олбанз
- Александър Айден – кентски земевладелец
- Сандър Симпкокс – измамник
- Джак Кейд – бунтовник
- Джордж Бивис, Джон Холанд, Дик, месаря, Смит, тъкача, Майкъл – привърженици на Кейд
- Двама убийци
- Кралица Маргарита
- Елеонора – дукеса Глостър
- Марджори Джурдейн – магьосница
- Жената на Симпкокс

## Сюжет
Пиесата започва с женитбата на Крал Хенри Шести от Англия с младата Маргарита от Анжу. Маргарита е протеже и любовница на Уилиям де ла Пол, четвъртия граф на Съфолк, който възнамерява да окаже влияние върху краля чрез нея. Най-голямата пречка за изпълнението на плана на графа на Съфолк и Маргарита е лорд регентът – Хъмпфри, херцогът на Глостър, който е всеизвестен сред обикновените хора и дълбоко доверен човек на краля. Съпругата на херцога на Глостър, обаче, също имала планове за трона и била подведена от агент на графа на Съфолк да прибегне до черна магия. Тя призовава един дух и настоява той да ѝ разкрие бъдещето, но неговите пророчества са неясни и преди ритуалът да завърши, тя е прекъсната и арестувана. В съда тя е осъдена на изгнание, най-вече заради срама, който причинила на херцогът на Глостър. Графът на Съфолк тогава решава да прибегне до конспирация с кардинал Бюфорт и херцогът на Съмърсет, за да доведат до рухването на Глостър. Графът на Съфолк обвинява херцога на Глостър в измяна и успява да го вкара в затвора, но преди херцогът на Глостър да се усети, графът на Съфолк изпраща двама убийци да го убият. Междувременно, Ричард, третият херцог на Йорк, поставя своите претенции към трона пред графовете на Салисбъри и Уоруик, които дават обет да го подкрепят.
Графът на Съфолк бива изпратен на изгнание, заради участието си в смъртта на херцога на Глостър, докато херцогът на Уинчестър си докарва сигурна болест и умира, ругаейки Бог. Маргарита, ужасена от съдбата за изгнание на графа на Съфолк, се заклева да осигури неговото завръщане, но той бива убит от пирати скоро след като напуска Англия, а главата му е изпратена на обърканата Маргарита. По същото време, херцогът на Йорк е назначен за главнокомандващ на армията, за да потуши бунт, надигащ се в Ирландия. Преди да замине, той заставя негов офицер, Джак Кейд, да предизвика размирици в началния етап на въстанието сред обикновените хора, за да се убеди, че те ще подкрепят херцога на Йорк, преди да се предприемат каквито и да било действия за отнемане на властта. Първоначално размириците са успешни, а Кейд обявява себе си за кмет на Лондон, но бунтът му е потушен, когато лорд Клифорд (привърженик на Хенри), убеждава хората, които съставляват армията на Кейд, да се откажат от тази идея. Кейд е убит няколко дни след това от Александър Идън, благородник от Кент, в чиято градина той се промъква, търсейки храна.
Херцогът на Йорк се връща в Англия със своята армия, твърдейки, че има намерение да защити краля от двуличния херцог на Съмърсет. Херцогът на Йорк се зарича да разформира неговите сили, ако арестуват херцога на Самърсет и го обвинят в измяна и предателство. Херцогът на Бъкингам се кълне, че херцогът на Съмърсет е вече затворен в кулата, но когато самият херцог на Съмърсет излиза (на свобода), придружен от кралицата, херцогът на Йорк разбира, че обещанието е нарушено и поставя претенциите си към трона, подкрепян от своите синове, Едуард и Ричард. Английското благородническо съсловие се разделя и всеки избира страна, едни подкрепят семейството начело на Йорк, други застават на страната на Хенри и семейството, което оглавява Ланчестър. Провежда се битка на св. Олбанс, където херцогът на Съмърсет е убит от Ричард, а лорд Клифорд от херцога на Йорк. Със загубата на битката, Маргарита принуждава смутения крал да напусне бойното поле и да се отправи към Лондон. Към него се присъединява младия Клифорд, който се кълне, че ще отмъсти за смъртта на баща си. Пиесата завършва с херцога на Йорк, Едуард, Ричард, Уоруик и Салисбъри, които се впускат в преследване на Хенри, Маргарет и Клифорд.

## Адаптации
Театрални
Доказателство за първото адаптиране на Хенри Шести се открива по време на Възстановяването, когато през 1681 г. Джон Кроун създава двучасова пиеса, озаглавена „Хенри Шести, Първата част и кризата на гражданската война“
Кроун, който е реалист, използва адаптацията си, за да предупреди за опасността на Англия да се спусне в друга гражданска война, каквато би станала, ако партията Уиг се издигне на власт. Кроун също пренаписа ролите на Глостър и Уинчестър, за да направи Глостър по-безстрашен, а Уинчестър още по-зъл. Той също така свързва убийството на Глостър с убийството на Едмънд Бери Годфри, инцидент, който доведе до избухване на анти-католическа истерия в Лондон през 1678 г. Създавайки тази връзка, Кроун има за цел още повече да засили анти-католическото настроение и да осигури приемането на Закона за изключване, който би попречил на католика Джеймс Стюарт, херцог на Йорк, който последва брат си, протестанта Чарлз II. За тази цел Кроун пренаписва сцената на убийството, за да даде повече охарактеризиране на тримата убийци, които са изобразени като благочестиви, но хладнокръвни католици. Следват още две адаптации през 1723 година. Първата е Хъмфри Дюк от Глостър, от Амброуз Филипс, който използва около тридесет линии от Деяния 1 – 3 от Хенри VI. Втора част е изпълнен в Дърси Лейн. В евентуален коментар за политиката на адаптирането на Кроу, Филипс посвещава своята версия на Уилям Пуленни, първият граф на Бат, водещ политик на Уиг. Втората 1723 адаптация, изпълнена и в „Дърси Лейн“, е крал Хенри VI. Трагедия на Теофилус, който използва Акт 5 от Хенри VI. Втора част и Деяния 1 и 2 от Хенри VI. Трета част в която включва баща си Коли Кибер като Уинчестър.
Успехът на самостоятелните продукции на Дъглас Сейл от всяка отделна пиеса в Бирмингам 1951 – 1953 го подтиква да представи трите пиеси заедно в „Стария вик“ през 1957 г. под общото заглавие „Войната на розите“. Първата пиеса (озаглавена просто Хенри VI) включва много по-съкратена версия на Хенри VI. Първа част и половината от Хенри VI. Втора част (до смъртта на Бофорт). Втората пиеса (озаглавена Едуард IV) включваше втората половина на Хенри VI и съкратена версия на Хенри VI. Трета част, която впоследствие бе последвана от съкратена версия на Ричард III като трета пиеса. Продукцията засвири Дейвид Уорнър като Хенри, Пеги Ашкрофт като Маргарита, Доналд Синдън като Йорк и Пол Хардуик като Глостър. Бартън и Хол бяха особено загрижени, че пиесите отразяват съвременната политическа обстановка, гражданския хаос и разпадането на обществото и убийството на Джон Ф. Кенеди през 1963 г. Директорите позволяват на тези събития да се отразят в продукцията, твърдейки, че "живеем сред война, расови бунтове, революции, убийства и непосредствена заплаха от изчезване.

### Телевизионни
Първата телевизионна адаптация на пиесата е през 1960 г., когато Би Би Си издава сериен филм „Възраст на царете“. Шоуто включва петнадесет шестдесет и седемдесет и пет минутни епизоди, които адаптират всичките осем исторически пиеси на Шекспир. Продукцията включва Тери Скъли като Хенри, Мери Морис като Маргарет, Джак Май като Йорк и Джон Рингхам като Глостър. Десетият епизод „Падението на защитника“ обхваща Деяния 1, 2 и Акт 3, Сцена 1, завършва с монопола на Йорк във връзка с факта, че той вече разполага с войници и откровението му за плановете му да използва Джак Каде, за да инициира бунт. През 1965 г. BBC 1 излъчва трите пиеси от трилогия „Джон Бартън“ и Питър Хол „В рода на розите“ (Хенри VI, Изгревът на Едуард IV и Ричард III) с Дейвид Уорнър като Хенри и Пеги Ашкрофт като Маргарет.

## Теми

### Слабостта на Хенри
Основна тема на пиесата е вътрешната слабост на Хенри и неговата неспособност да контролира страната или дори собствения си двор.

### Контраст между Хенри и Маргарет
Друга основна тема в пиесата са Маргарет и Хенри, Господи, ти, който
живот дарил си ми, сърце дари ми
богато на признателност, защото,
ако любов ни слее с тази хубост,
цял свят от земни радости ти даваш
на моята ликуваща душа!

### Религията
Религията е основен факт за живота на Хенри, който е представен като истински благочестив.
- „„Хенри VI, Втора част““ на сайта  „Моята библиотека“

|  | Тази страница частично или изцяло представлява превод на страницата Henry_VI,_Part_2 в Уикипедия на английски. Оригиналният текст, както и този превод, са защитени от Лиценза „Криейтив Комънс – Признание – Споделяне на споделеното“, а за съдържание, създадено преди юни 2009 година – от Лиценза за свободна документация на ГНУ. Прегледайте историята на редакциите на оригиналната страница, както и на преводната страница, за да видите списъка на съавторите. ВАЖНО: Този шаблон се отнася единствено до авторските права върху съдържанието на статията. Добавянето му не отменя изискването да се посочват конкретни източници на твърденията, които да бъдат благонадеждни. |